# Northrop F-89 Scorpion

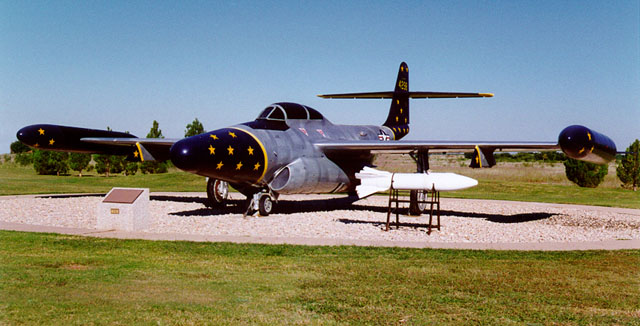
Tentoongestelde F-89H met AIR-2 Genie

De Northrop F-89 Scorpion was een tweemotorige onderscheppingsjager van de Amerikaanse luchtmacht. Het toestel was ontworpen om dag en nacht en onder alle soorten weersomstandigheden te worden ingezet. Dit toestel had als taak om de eventueel binnendringende vijandelijke vliegtuigen te onderscheppen en te vernietigen.
De achter elkaar gezeten bemanning bestond uit een vlieger en een radaroperator die de vlieger in de best mogelijke aanvalspositie moest brengen.
De eerste vlucht van het prototype, de XF-89, vond in augustus 1948 plaats. In juli 1950 werden de eerste toestellen aan de USAF geleverd en in oktober 1951 waren de eerste 2 squadrons operationeel inzetbaar.

## Types
De Scorpion werd geleverd in de volgende types:
- XF-89 (prototype)
- YF-89 (verbeterd prototype)
- F-89A (1e productielijn)
- F-89B (verbeterde A versie)
- F-89C (standaard bewapend met 6x 20mm kanon)
- F-89D (uitbreiding bewapening met 104x 70mm Mighty Mouse)
- F-89E (speciale uitvoering voor motortests)
- F-89F (bestemd voor vervoer van atoombommen; kwam niet verder dan de tekentafel)
- F-89G (versie met verbeterd Hughes M1 afvuursysteem)
- F-89H (met Hughes E9 afvuursysteem, GAR-2 Falcon raketsyssteem)
- F-89J (de laatste productielijn met voorziening voor 2 nucleaire AIR-2 Genie lucht-lucht raketten).

In 1960 maakte de F-89 Scorpion zijn laatste operationele vlucht. Er is slechts een tiental van over; deze zijn opgesteld in musea of bij publieke gebouwen. De overige toestellen werden omgebouwd tot drones (radiografisch bestuurde vliegende doelen) en in de loop der tijd vernietigd. Er werden totaal 1100 F-89´s afgeleverd.